# Jivany
Jivany je vesnice, část obce Libuň v okrese Jičín. Nachází se asi 1,5 km na sever od Libuně. Prochází tudy železniční trať Hradec Králové - Turnov. V roce 2009 zde bylo evidováno 55 adres. V roce 2001 zde trvale žilo 88 obyvatel.
Jivany je také název katastrálního území o rozloze 1,64 km2.

## Pamětihodnosti
- Jivanská lípa, památný strom u bývalého mlýna na severním konci vesnice

## Galerie

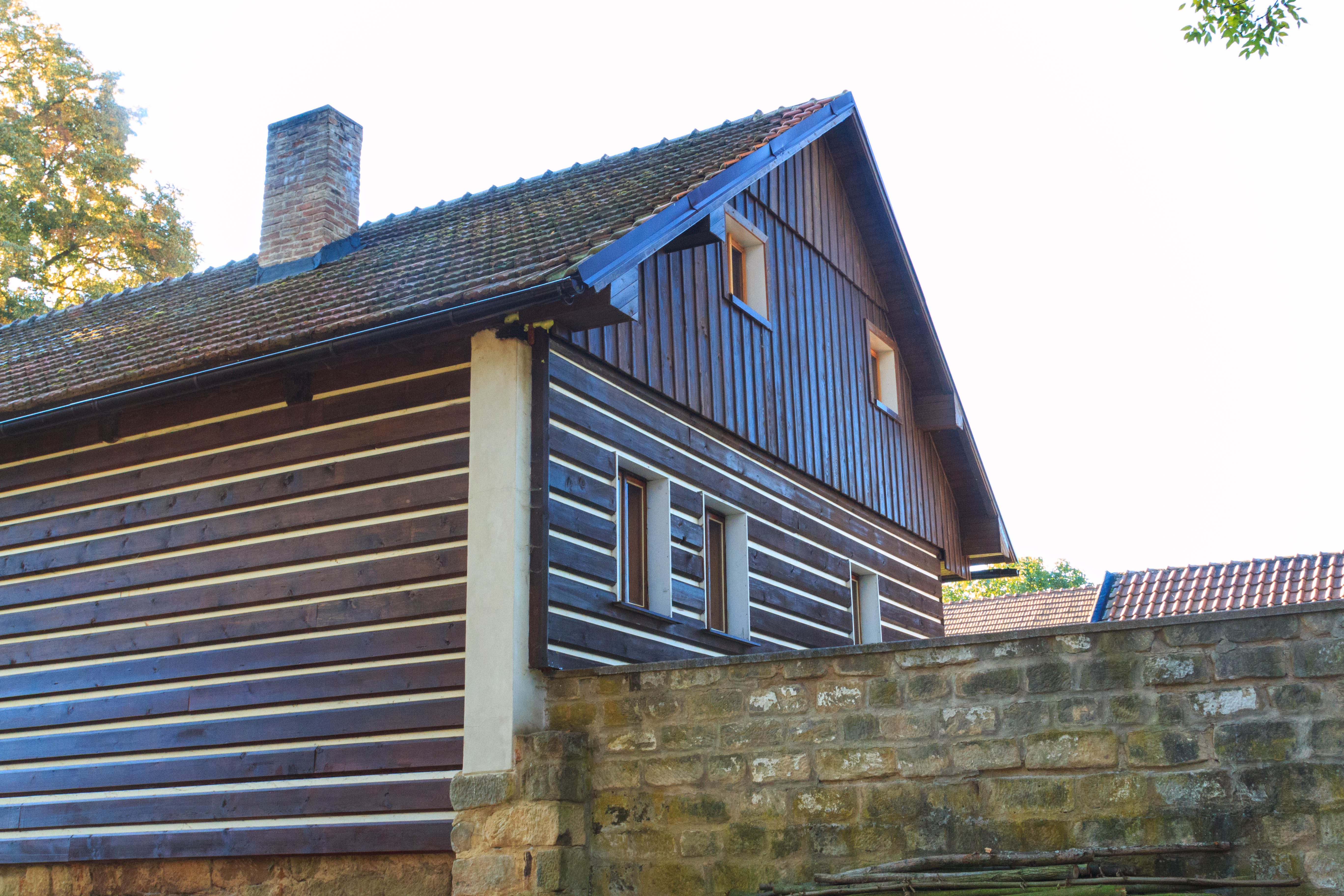
Jivany u Libuně - čp. 10
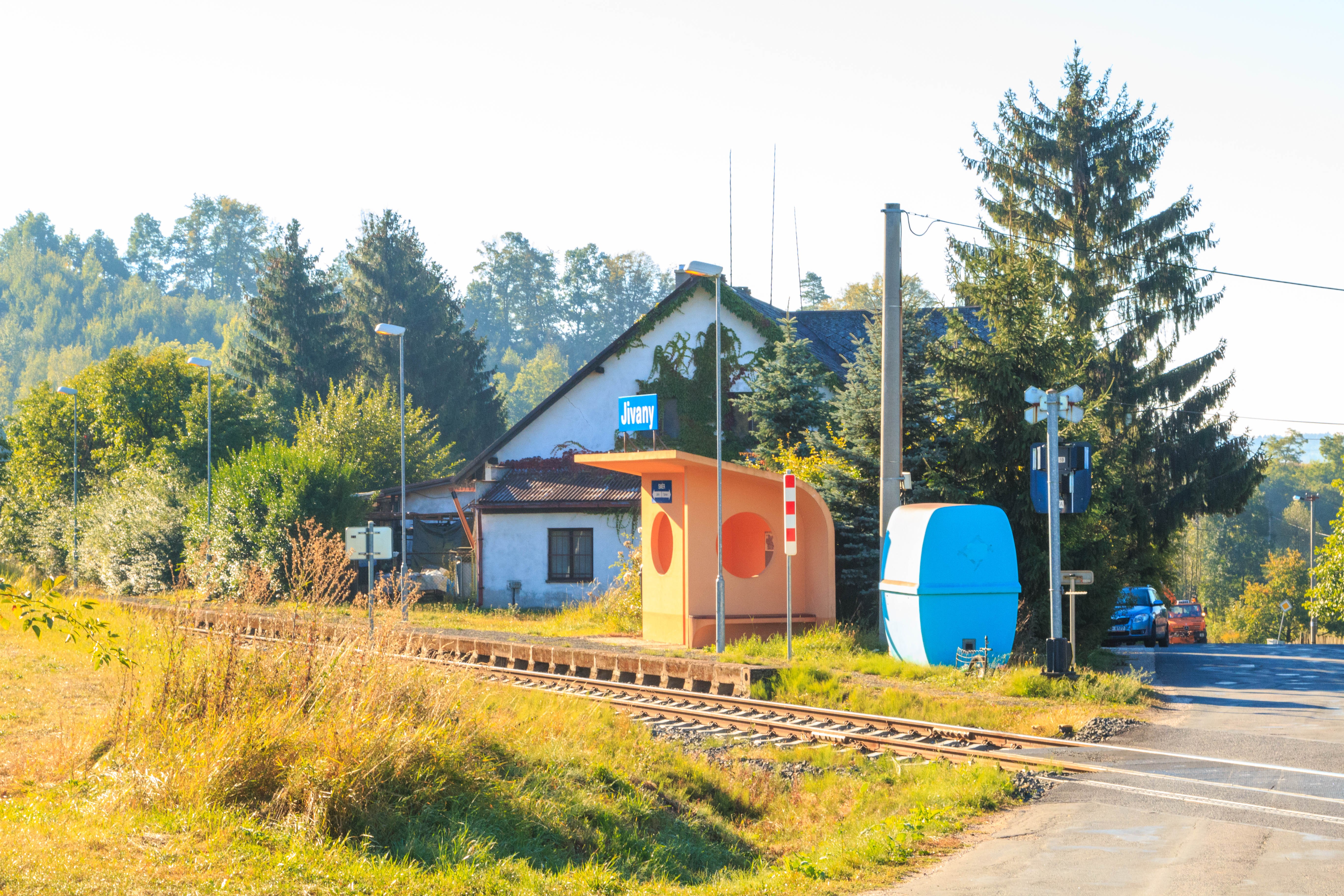
Jivany u Libuně - vlaková zastávka
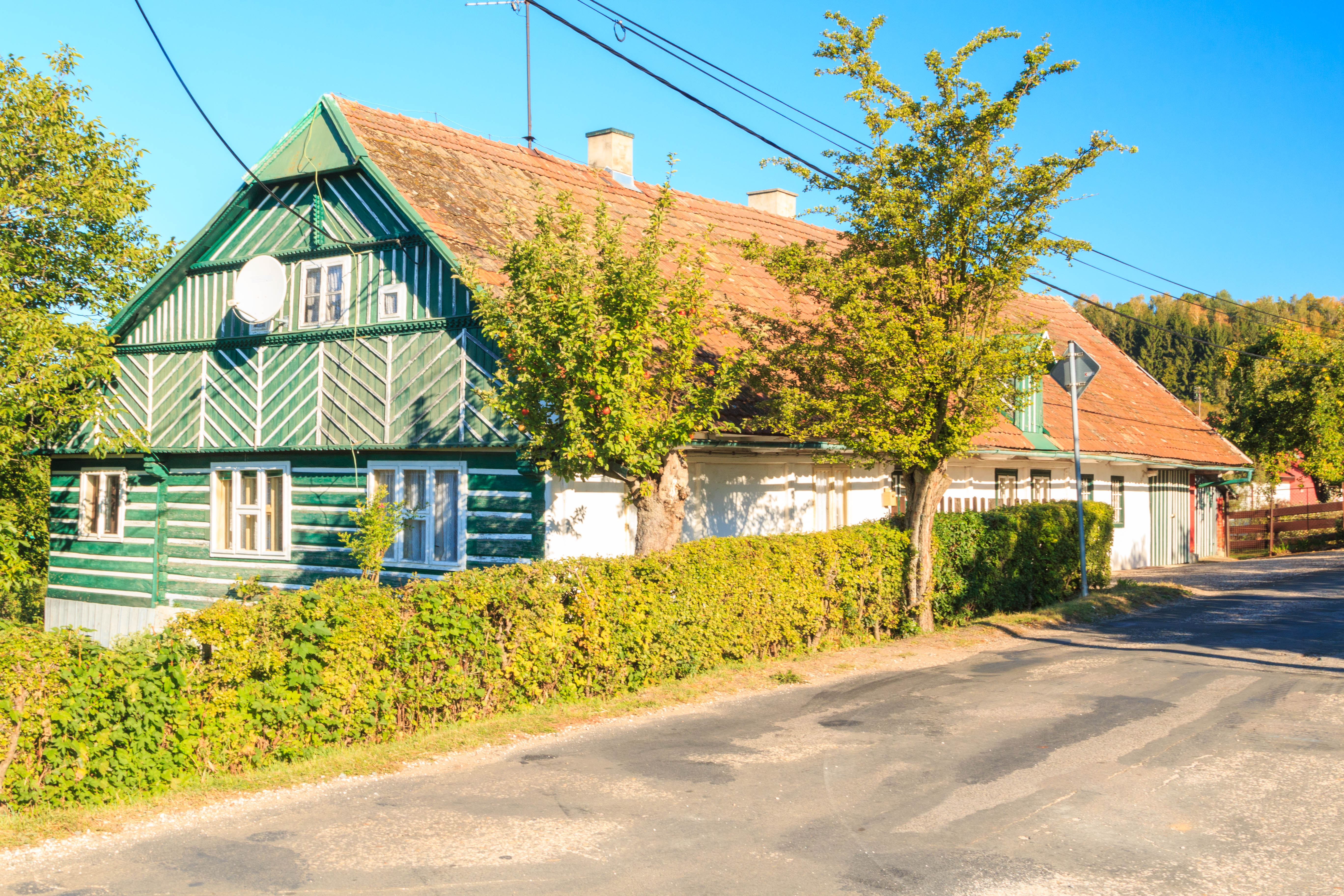
Jivany u Libuně - čp. 31
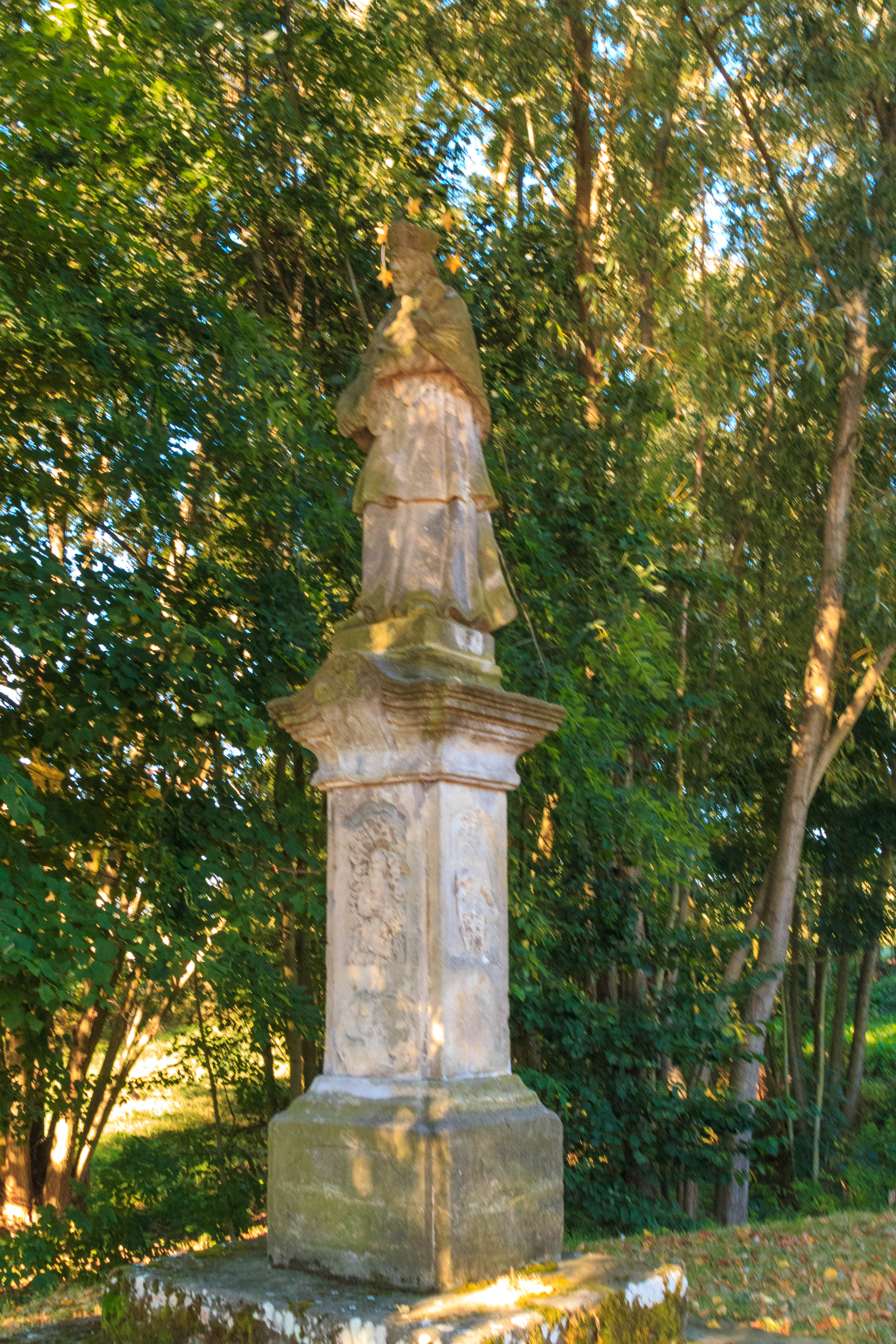
Jivany u Libuně - svatý Jan Nepomucký